# Musonia surinama

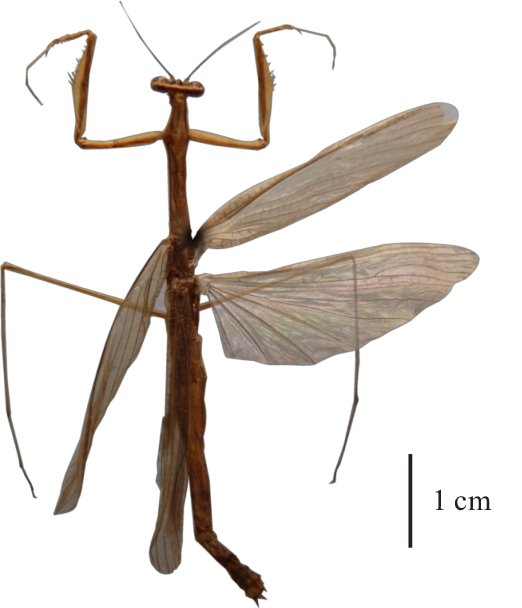
Musonia surinama

Musonia surinama är en bönsyrseart som beskrevs av Henri Saussure 1869. Musonia surinama ingår i släktet Musonia och familjen Thespidae. Inga underarter finns listade i Catalogue of Life.